# 中国人民解放军联勤保障部队第九二〇医院
中国人民解放军联勤保障部队第九二〇医院，位于云南省昆明市西山区大观路212号，隶属桂林联勤保障中心，是三级甲等医院。

## 简介
1949年3月，在安徽省亳县创建中国人民解放军华东野战军第九医院。该医院及其前身曾参加孟良崮战役、淮海战役、渡江战役。1950年4月进驻昆明，先后更名为中国人民解放军云南军区军医院、中国人民解放军西南军区第十八陆军医院、中国人民解放军第四十三医院、中国人民解放军昆明军区总医院。1985年精简整编为中国人民解放军成都军区昆明总医院。
中华人民共和国时期，医院曾先后参加中缅勘界作战、援越抗美、对越自卫还击战，唐山大地震、丽江地震救治工作，以及抗击“非典”等工作。医院本部位于云南省昆明市西山区大观路212号，并在云南省昆明市北教场、云南省曲靖市各设分院一所。
2016年，在深化国防和军队改革中，由中国人民解放军成都军区转隶桂林联勤保障中心，更名为中国人民解放军昆明总医院。
2018年，更名为中国人民解放军联勤保障部队第九二〇医院。

## 历任领导
| 院长 …… - 王玉书（？—？，昆明军区总医院院长） …… - 吴殿源 少将（？—？） - 赵升阳 少将（？—2011年） - 石骥 大校（2011年—） | 政治委员 …… - 方文安（？—1994年） …… - 杜永生 大校（？—？） - 史云政 大校（？—？） - 黄国林 大校（？—） |